# Ratpenat de llança de Cozumel
El ratpenat de llança de Cozumel (Mimon cozumelae) és una espècie de ratpenat que viu a Centreamèrica, des del sud de Mèxic fins a Panamà, i a Colòmbia.